# (3636) Pajdušáková
(3636) Pajdušáková  ist ein Asteroid des inneren Hauptgürtels, der am 17. Oktober 1982 vom slowakischen Astronomen Antonín Mrkos am Kleť-Observatorium in Tschechien bei einer Helligkeit von 17,0 mag entdeckt wurde. Nachträglich konnte der Asteroid bereits auf Aufnahmen nachgewiesen werden, die am 29. Juli 1954 am Palomar-Observatorium in Kalifornien sowie im Januar 1973 und Februar 1980 am Krim-Observatorium in Nautschnyj gemacht worden waren.
Der Asteroid ist benannt in Erinnerung an Ludmila Pajdušáková (1916–1979), die erste slowakische Astronomin, Spezialistin für Sonnenastronomie und anerkannte Entdeckerin von fünf Kometen. Eine Zeit lang die Ehefrau des Entdeckers, war sie von 1956 bis 1979 die dritte Direktorin des Observatoriums Skalnaté Pleso und des Astronomischen Instituts in Tatranská Lomnica.

## Wissenschaftliche Auswertung
Eine Auswertung von Beobachtungen durch das Projekt NEOWISE im nahen Infrarot führte 2012 zu vorläufigen Werten für den Durchmesser und die Albedo im sichtbaren Bereich von 4,1 km bzw. 0,36.